# 山ノ神古墳 (沼津市)
山ノ神古墳（やまのかみこふん）は静岡県沼津市西椎路東ノ久保にある古墳である。

## 概要
山ノ神社の境内にあり、円墳2基があることから山ノ神古墳と呼ばれており、旧名は山ノ神古墳群である。造られた時期としては、小円墳の群衆化が進展していく7世紀であると記述された文章が存在している。

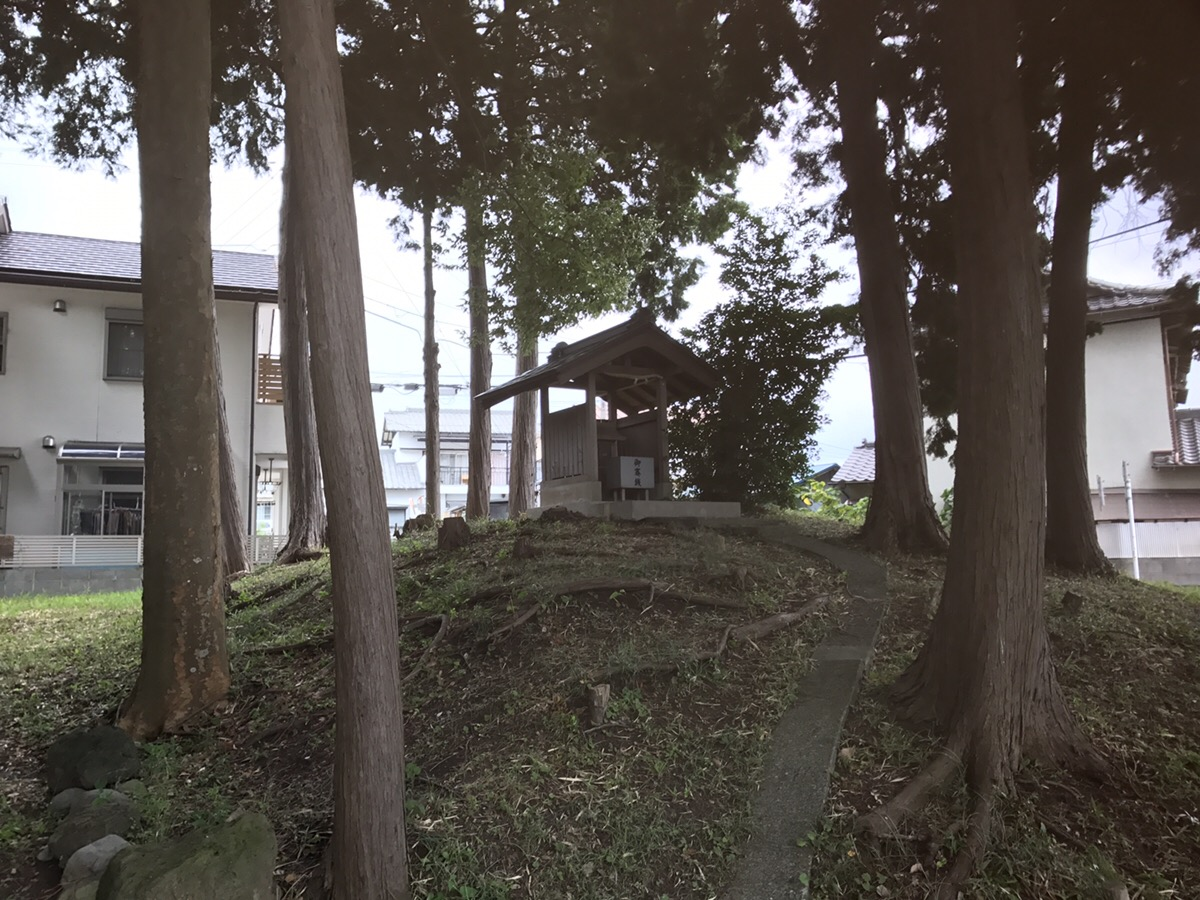
山ノ神古墳社

## 山神社
円墳2基のうち第1号墳上に山神社が祀られており、また古墳の中に当時の地方豪族の遺骨が須恵器・玉・武具・鏡などの副葬品と共に収められていたという文章も存在している。有柄の石鏃を出土しているという記録もある。

## 周辺の遺跡
- 馬見塚古墳群
- 四ツ塚古墳